# Aspectul continuu (limba engleză)
Aspectul continuu al verbelor din limba engleză (continuous sau progressive aspect) este termenul gramatical care se referă la oricare din timpurile verbului din limba engleză care sugerează desfășurarea acțiunii într-un mod continuu sau la modul în care acțiunea se află în plină desfășurare, în progresie.
Caracteristica formelor aspectului continuu este conjugarea verbului copulativ a fi (în engleză, to be) ca verb auxiliar și alăturarea verbului de conjugat (care desemnează acțiunea) la modul gerunziu. Acesta se formează prin sufixarea verbului englezesc cu terminația –ing.

## Termenii „continuu” și „în progresie”
În engleză termenii, "continuous", desemnând o acțiune neterminată, respectiv "in progression", sugerând modul în care acțiunea progresează, sunt folosiți ca sinonime, neexistând o diferențiere de natură formală.
În contrast cu engleza, există limbi, spre exemplu familia de limbi chineze, în care diferențierea dintre timpul continuu și timpul progresiv este făcută clar. În astfel de cazuri, semantica permite diferențierea.

## Exemple
- John is working. – Timpul present continuous (Prezentul continuu)
- John has been working. – Timpul present perfect continuous (Perfectul prezent continuu - care este un timp prezent dar inseamna si trecut)
- John was working. – Timpul 'past continuous
- John had been working. – Timpul past perfect continuous (Mai mult ca perfectul continuu)
- John will be working. – Timpul simple future continuous (Viitorul continuu)